# George Hurley
George Michael Hurley, meglio noto semplicemente come George Hurley (Brockton, 4 settembre 1958), è un batterista statunitense, celebre per aver fatto parte delle band Minutemen e fIREHOSE.
Nonostante avesse frequentato la stessa scuola di D. Boon e Mike Watt, non li conobbe fino al 1978. Quell'anno Hurley formò i The Reactionaries con Boon, Watt e Martin Tamburovich. Dopo lo scioglimento della band, George si unì ad una band new wave chiamata band Hey Taxi. Nel 1980 gli Hey Taxi si sciolsero e il batterista Frank Tonche lasciò i Minutemen, la band che Boon e Watt avevano formato dopo la fine dei The Reactionaries. Allora Hurley si riunì con i suoi ex compagni nei Minutemen.
Hurley ha suonato anche con i Red Crayola e con Tom Watson. Inoltre suona occasionalmente nella band Unknown Instructors, con Watt e componenti di Saccharine Trust e Pere Ubu. Finora la band ha pubblicato due album, The Way Things Work e The Master's Voice.

## Discografia

### Con i Minutemen
- 1981 - The Punch Line
- 1983 - What Makes a Man Start Fires?
- 1984 - The Politics of Time
- 1984 - Double Nickels on the Dime
- 1985 - 3-Way Tie (For Last)

### Con i fIREHOSE
- 1986 - Ragin' On. Full-On
- 1987 - If'n
- 1989 - Fromohio
- 1991 - Flyin' the Flannel
- 1993 - Mr. Machinery Operator
- 1994 - Big Bottom Pow Wow

### Con gli Unknown Instructors
- 2005 - The Way Things Work
- 2007 - The Master's Voice